# احمد حلی
احمد حِلّی (زادهٔ ۶ اردیبهشت ۱۳۳۱ – درگذشتهٔ ۵ اردیبهشت ۱۴۰۰) خواننده و مُدرس آواز اهل ایران بود.

## زندگی‌نامه
سید احمد حلّی ۶ اردیبهشت ۱۳۳۱ در کاشان متولد شد. از کودکی تحت تأثیر دایی‌های خود که مداح بودند، به آواز گرایش پیدا کرد. در سال ۱۳۴۷ به تهران رفت و در بازار فرش تهران مشغول به کار شد. در این هنگام، موسیقی و آواز را نزد محمود قراملکی و «حجازی» فراگرفت. او پس از انقلاب ۱۳۵۷ توسط حسین صبح‌دل برای اجرای آوازهای مذهبی به رادیو دعوت شد. پس از آن با کریم صالح‌عظیمی آشنا شد و ردیف‌های آوازی موسیقی ایرانی را نزد او تکمیل کرد. احمد حلی از سال ۱۳۶۱ همکاری خود را با صدا و سیما آغاز کرد. این همکاری از سال ۱۳۶۴ تا ۱۳۷۰ به‌صورتِ تمام وقت ادامه پیدا کرد. در آن زمان اجرای آواز در صدا و سیما، تحت نظر گروه معارف و بدونِ همراهیِ ساز ضبط می‌شد. این آوازها پیش از پخش اذان یا در برنامه‌ای با عنوان «با محرمان خلوت انس» پس از قصهٔ شب رادیو پخش می‌شد.
احمد حلی در سال ۱۳۷۰ روزهای آخر هفته، به منظور آموزش آواز ایرانی به زادگاهش کاشان می‌رفت. وی پس از مدتی به‌طور کامل در کاشان ساکن شد و بر تدریس آواز و آموزش ردیف‌های آوازی متمرکز شد. او همزمان همکاری خود را با صدا و سیما در زمینهٔ آهنگسازی و خوانندگی و همچنین تهیه‌کنندگی برنامه‌های رادیویی و تلویزیونی تا سال ۱۳۸۰ ادامه داد. از جمله شاگردان احمد حلی می‌توان به خوانندگانی نظیر محمد معتمدی، چنگیز حبیبیان و علی‌اصغر اسماعیلی اشاره کرد.
در اردیبهشت ۱۳۹۷، مراسم نکوداشت سید احمد حلی در دانشگاه کاشان برگزار شد. عنوان این برنامه به دلیل تدریس و ترویج مکتب آوازی عبدالله دوامی توسط حلّی، «دوام مکتب عشق» انتخاب شده بود.

## درگذشت
سید احمد حلی مدت‌ها به بیماری دیابت و پس از آن به بیماری کلیوی مبتلا بود. او در فروردین ۱۴۰۰، همزمان با اوج‌گیری کوئید ۱۹ در ایران به کرونا مبتلا و در بیمارستان بستری شد و با تشدید بیماری کلیوی‌اش، ۵ اردیبهشت ۱۴۰۰ در بیمارستان شهید بهشتی کاشان درگذشت.

## آثار
از جمله آثار سید احمد حلّی به موارد زیر می‌توان اشاره کرد:
- «اندیشهٔ طوفان» با آهنگسازی محمود تاج‌بخش و شعر صائب تبریزی[۱۷]
- «نازپرورده اسیران» با آهنگسازی احمد حلی، شعر اکبر حمیدی و خوانندگی علی خدایی[۱۸]
- «مه رویان» با آهنگسازی و خوانندگی احمد حلی، شعر فیض کاشانی و تنظیم محسن حسینی[۸]
- «امیر قافله دشت کربلا» (به همراه محمد گلریز و احمد مرتضی‌پور) با آهنگسازی هادی آرزم و شعر مشفق کاشانی[۱۹]
- «مناجات‌خوانی» ویژهٔ ماه رمضان[۲۰]
- «کاشان من» با شعر علیرضا شیدا کاشانی[۲۱]
- «شیدا» با آهنگسازی مهدی تاری[۲۲]
- «خداوندا» با آهنگسازی مهدی تاری[۲۲]
- «پدر و مادر» با آهنگسازی مهدی تاری[۲۲]